# ハリ・トイヴォネン
ハリ・ユハ・トイヴォネン（よりフィンランド語に近い表記ではハッリ・ユハ・トイヴォネン、Harri Juha Toivonen、1960年10月22日 - ）はフィンランド・ヘルシンキ出身のラリーおよびレーシングドライバー。父のパウリ・トイヴォネン、兄のヘンリ・トイヴォネンはともにラリードライバーであった。
世界ラリー選手権（WRC）やフィンランド国内ラリーで実績を重ねた父パウリはもとより、「伝説のラリードライバー」と語られる兄ヘンリの存在が大きく、そして自身は競技生活ではこれといって目立った成績を残せなかったことから、「トイヴォネン一家のひとり」「ヘンリの弟」という扱いをされがちであるが、ハリ本人は「ヘンリの弟」とされることを不快とは思わず、むしろ誇りであると述べている。
口数が少なくストイックな性格だったとされるヘンリとは対照的に、ハリは口数も多く温和な人物である。

## 概略
父パウリ、兄ヘンリの後を追うように、自身もラリーの道へと進む。WRC初参戦は1980年の1000湖ラリーで、ヘンリの使っていたクライスラー ダッヂ・アヴェンジャーを借用しての参戦であった。1982年アクロポリスラリーにはグループ2のマツダ・RX-7で参戦している。1983年からは三菱・ランサーに切り替え、フィンランド・ジュニア・ラリーチーム(Finnish Junior Rally Team)を主な所属先とする。1986年にはオースチン・ローバーワークスへ移籍。グループBカー、MG・メトロ6R4を駆りイギリス国内を中心に参戦することとなる。この年の5月2日、トイヴォネンは衝撃的なニュースを聞くこととなる。ツール・ド・コルスに参戦していた、兄ヘンリとコドライバーのセルジオ・クレストの悲劇的な事故死である。ラリー・ウェールズ(のちにRACラリーを引き継ぐ形でウェールズ・ラリーGBとなるが、当時はそれぞれ別のイベントとして開催されていた)参戦を控えていた時期であった。その後トイヴォネンは1000湖ラリーで8位を記録。WRCにおける現役最高順位となった。RACラリーではリタイアし、WRC外のイベントを経た後、1986年シーズン終了を待たずしてラリーから身を引いた。
次に活動の場にしたのはサーキットレーシングであった。ツーリングカー、スポーツカーなどで各地のレースに参戦。1991年から1992年はスポーツカー世界選手権に参戦し、ADAC(ドイツ自動車連盟)主催のニュルブルクリンク1000kmでは3位を記録する好成績を残した。その後ル・マン24時間レースやアメリカン・ル・マン・シリーズなどといった耐久レースに参戦。2002年をもって競技生活を終えた。
一時期、F1参戦も視野に入れていたが、父の大反対により断念を余儀なくされたという。
引退後は空手の指導者として活動をする傍ら、各地のラリーに顔を出しファンとの交流を楽しんでいるという。その一方、2007年1月にデビッド・ブラバムが主催したチャリティーイベントレースに参加。これに刺激を受けたのか再びレーシング生活に戻る意欲を見せているとの情報もある。

### 「ヘンカ」の語り部として
実兄ヘンリをヘンカと呼び、死後20年以上経った今でも慕っている。前述の通りヘンリを上回る実績を残せなかったが故に、「ヘンリの弟」という二つ名がついてまわっているが、ハリは「ヘンリの弟」であることを誇りに思っており、ファンやメディアの求めに快く応じ生前のヘンリについて語り続けている。

## レース戦績

### ル・マン24時間レース
| 年     | チーム                                 | コ・ドライバー                            | 使用車両                | クラス | 周回数 | 順位 | クラス 順位 |
| ------ | -------------------------------------- | ----------------------------------------- | ----------------------- | ------ | ------ | ---- | ----------- |
| 1991年 | ポルシェ・クレマー・レーシング         | マヌエル・ロイター J.J.レート             | ポルシェ・962 CK6       | C2     | 343    | 9位  | 9位         |
| 1992年 | ブリティッシュ・レーシング・モータース | ウェイン・テイラー リチャード・ジョーンズ | BRM・P351               | C1     | 20     | DNF  | DNF         |
| 1996年 | クレマー・レーシング                   | クリストフ・ブシュー ユルゲン・ラッシグ   | クレマー・K8 スパイダー | LMP1   | 110    | DNF  | DNF         |
| 1997年 | パシフィック・レーシング Ltd.          | エリセオ・サラザール ヘスス・パレハ       | BRM・P301-日産          | LMP    | 6      | DNF  | DNF         |
| 2001年 | チーム アスカリ                        | ワーナー・ルプバーガー ベン・コリンズ     | アスカリ・A410-ジャッド | LMP900 | 134    | DNF  | DNF         |